# Nordre Aker
Nordre Aker is een stadsdeel van Oslo, gelegen in het noorden van de stad. In 2011 telde het 47.433 inwoners. Het gebied beslaat een oppervlakte van 13,57 vierkante kilometer. Het stadsdeel is omgeven door de gemeente Nordmarka in the noorden en in Oslo zelf van west naar oost door Vestre Aker in het westen, Frogner in het zuidwesten, St. Hanshaugen, Sagene en een kleine tip van Grünerløkka in het zuiden en Bjerke in het oosten. De Akerselva stroomt door het stadsdeel.
Het gebied werd pas in 1948 toegevoegd aan de stad Oslo. Daarvoor was het onderdeel van het grondgebied van de toenmalige gemeente Aker in de provincie Akershus.
In het stadsdeel ligt de hoofdcampus van de universiteit van Oslo, het Ullevaalstadion
Nordre Aker bestaat uit de volgende wijken:
- Gaustad
- Blindern
- Øvre Blindern
- Ullevål Hageby
- Sogn
- Kringsjå
- Nordberg
- Korsvoll
- Tåsen
- Ullevål
- Berg
- Nydalen
- Storo
- Frysja
- Disen
- Kjelsås
- Grefsen
- Nordre Åsen

Alna · 
Bjerke · 
Frogner · 
Gamle Oslo · 
Grorud · 
Grünerløkka · 
(Marka) · 
Nordstrand · 
Nordre Aker · 
Østensjø ·
Sagene · 
(Sentrum) · 
St. Hanshaugen · 
Stovner · 
Søndre Nordstrand · 
Ullern · 
Vestre Aker